# Aken (Elbe)

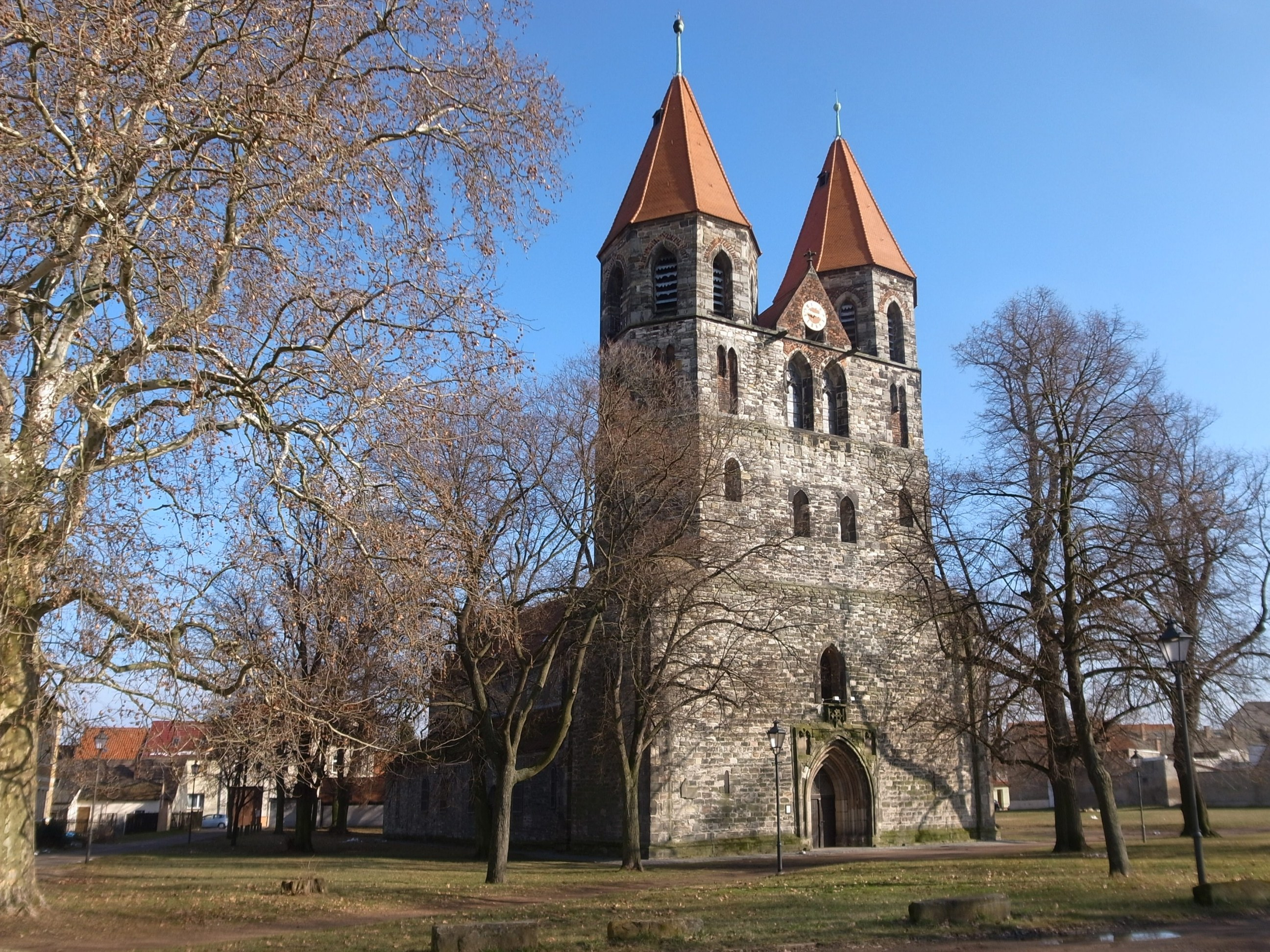
Romanisch-gotische Kirche St. Nikolai

Die Stadt Aken (Elbe) [ˈaːkn̩] ⓘ liegt im Landkreis Anhalt-Bitterfeld in Sachsen-Anhalt (Deutschland).

## Geografie
Aken am Südufer der mittleren Elbe liegt ca. acht Kilometer westlich von Dessau-Roßlau in einem ausgedehnten Tieflandgebiet innerhalb des Biosphärenreservates Mittelelbe. Etwa 15 km westlich von Aken mündet die Saale in die in diesem Abschnitt nur wenig Gefälle aufweisende Elbe. Östlich der Hafeneinfahrt ändert sich der Flussverlauf (Ost-West-Richtung) in Richtung Nordwesten.
Stadtgliederung

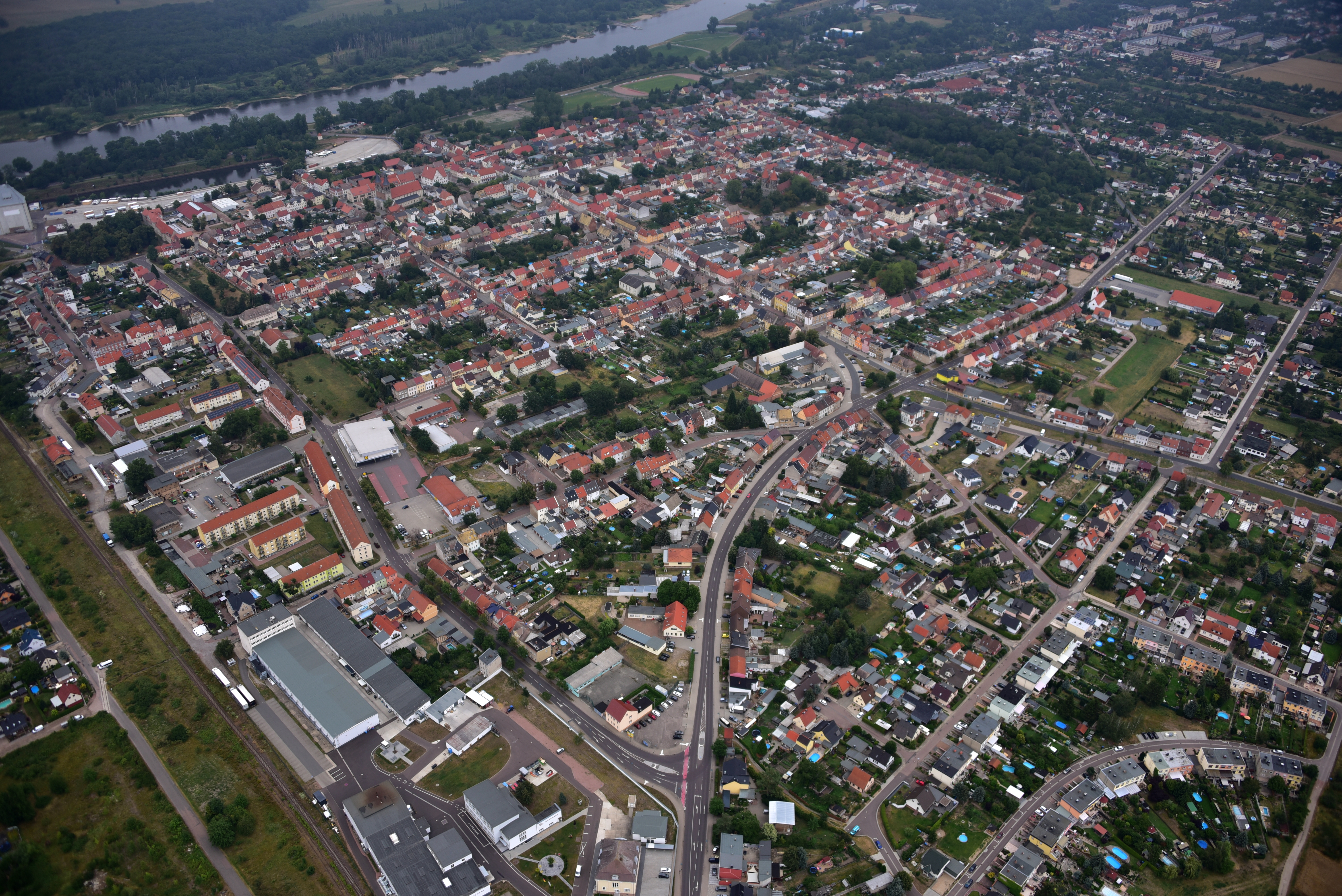
Aken (Elbe), Luftaufnahme (2019)

Zur Stadt Aken gehören folgende Ortschaften:
- Kleinzerbst
- Kühren
- Mennewitz
- Susigke mit den Wohnplätzen Forsthaus Olberg, Heidehof, Obselau und Heidekrug.

## Geschichte

### Frühe Geschichte
Im heutigen Ortsteil Kleinzerbst wurde in der Zeit zwischen den Weltkriegen und in den Jahren 1964 bis 1969 und 1979 bis 1981 ein germanisches Gräberfeld aus der frühen römischen Kaiserzeit ausgegraben. Die Akener Burg Gloworp wurde erstmals im 12. Jahrhundert erwähnt. Die erste urkundliche Erwähnung der Stadt 1162 erfolgte in einem Schriftstück des Magdeburger Erzbischofs Wichmann. Als Stadtgründer wird Albrecht der Bär angesehen, der um 1150 flämische Siedler in die Gegend holte. In der Zeit des französisch beherrschten Königreichs Westphalen war Aken Verwaltungssitz des gleichnamigen Kantons.

### 19. bis 21. Jahrhundert
Vom 19. Jahrhundert an entwickelte sich Aken zu einem wichtigen Industriestandort der Region.
Am 20. Juli 1950 wurden die bis dahin eigenständigen Gemeinden Kühren, Mennewitz und Susigke nach Aken eingemeindet.
Am 1. Januar 1994 wurde die bis dahin eigenständige Gemeinde Kleinzerbst nach Aken eingemeindet.
Am 3. Oktober 2020, anlässlich des 30. Jahrestages der deutschen Wiedervereinigung, wurde das Baumdenkmal für die Deutsche Einheit beim Schulgarten in der Kaiserstraße gepflanzt vom Bürgermeister Jan-Hendrik Bahn gemeinsam mit Altbürgermeister Hansjochen Müller und Jugendbeirat Philipp Niehoff.

## Bevölkerung
| Jahr | Einwohner |
| ---- | --------- |
| 1875 | 05.092    |
| 1880 | 05.284    |
| 1890 | 06.109    |
| 1933 | 10.151    |
| 1939 | 11.490    |
| 1970 | 12.154    |

| Jahr | Einwohner |
| ---- | --------- |
| 1990 | 10.223    |
| 2000 | 09.777    |
| 2010 | 08.317    |
| 2015 | 07.799    |
| 2020 | 07.417    |

| Jahr | Einwohner |
| ---- | --------- |
| 2021 | 07.363    |
| 2022 | 07.249    |
| 2023 | 07.174    |
| 2024 | 07.153    |

ab 1990: Stand: 31. Dezember des jeweiligen Jahres (Angaben des Statistischen Landesamtes Sachsen-Anhalt), ab 2011 auf Basis des Zensus 2011, ab 2022 auf Basis des Zensus 2022

## Politik

### Stadtrat

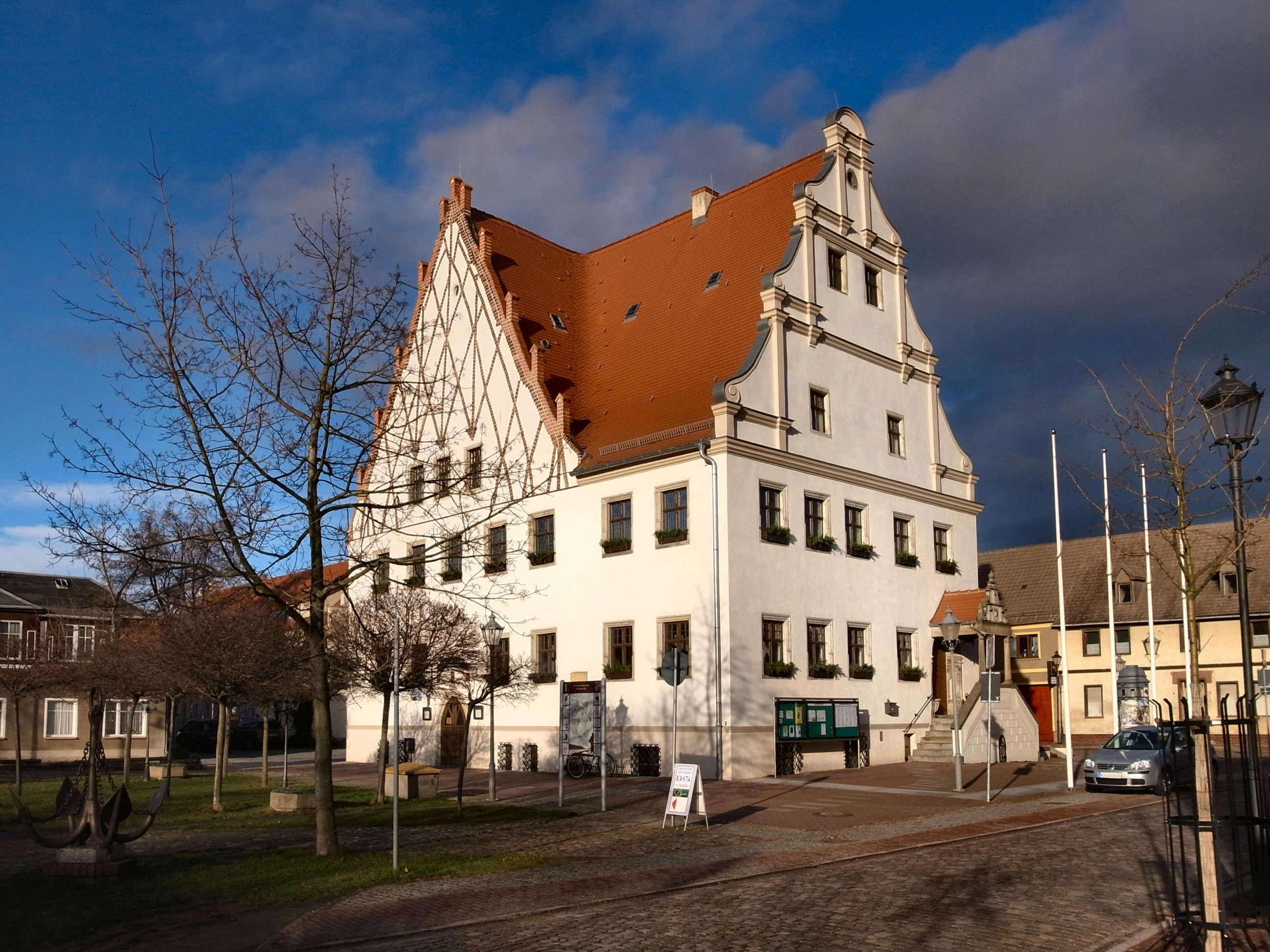
Rathaus Aken

Die Wahl zum Stadtrat am 9. Juni 2024 führte bei einer Wahlbeteiligung von 63,6 % zu folgendem Ergebnis:
| Partei / Wählergruppe        | Stimmenanteil | Sitze |
| ---------------------------- | ------------- | ----- |
| Frei & Fair für Aken (FFA)   | 40,7 %        | 8     |
| Akener Vereine Bündnis (AVB) | 20,8 %        | 4     |
| CDU                          | 18,8 %        | 4     |
| FDP                          | 10,2 %        | 2     |
| Die Linke                    | 09,5 %        | 2     |
| Insgesamt                    | 100 %         | 20    |

### Bürgermeister
- 1990–2015: Hansjochen Müller (SPD)[9]
- seit 2015: Jan-Hendrik Bahn (parteilos)

Bei der Bürgermeisterwahl am 22. März 2015 erreichten Jan-Hendrik Bahn und Michael Kiel (beide parteilos) 49,3 % bzw. 22,7 % der gültigen Stimmen und traten in der Stichwahl am 12. April 2015 gegeneinander an. Bahn konnte mit 53,8 % der gültigen Stimmen die Wahl für sich entscheiden.
Jan-Hendrik Bahn wurde in der Bürgermeisterwahl am 19. Juni 2022 mit 82,7 % der gültigen Stimmen für weitere sieben Jahre in seinem Amt bestätigt.

### Ortschaftsräte
In den Ortschaften Kleinzerbst, Kühren, Mennewitz und Susigke wird die Ortschaftsverfassung gemäß §§ 86 ff. der Gemeindeordnung Sachsen-Anhalt eingeführt. Die Zahl der Mitglieder in den Ortschaftsräten wird mit fünf festgelegt.

### Dienstsiegel

Stadtsiegel Aken

Die Stadt Aken (Elbe) führt ein farbiges Dienstsiegel.
Im Dienstsiegel ist folgendes Bildsiegel dargestellt: „Unter einem hohen gotischen Bogen, zwischen zwei gezinnten Rundtürmen mit Spitzdach, auf gequadertem Sockel stehend ein Bischof mit erhobener rechter Hand und zum Schwur ausgestreckten Fingern, der in der linken Hand den Bischofsstab hält. Die Türme sind von je einem kleinen schwebenden quergeteilten rot-weißen Wappenschild mit dem Kopf des heiligen Mauritius beseitet.“
Das Siegel ist mit der Umschrift Signetum Burgensium Urbis Aquensis Fidelis Filiae Ecclesiae Magdeburgensis (Siegel der Bürger der Stadt Aken, der treuen Tochter der Magdeburger Kirche) auf gelbem Untergrund versehen.

### Stadtflagge
Die Flagge der Stadt zeigt die Farben rot/weiß. Auf der Flagge befindet sich das farbliche Bildsiegel der Stadt.

### Städtepartnerschaften
- Erwitte (Nordrhein-Westfalen)
- Anor (Frankreich)

## Sehenswürdigkeiten und Kultur

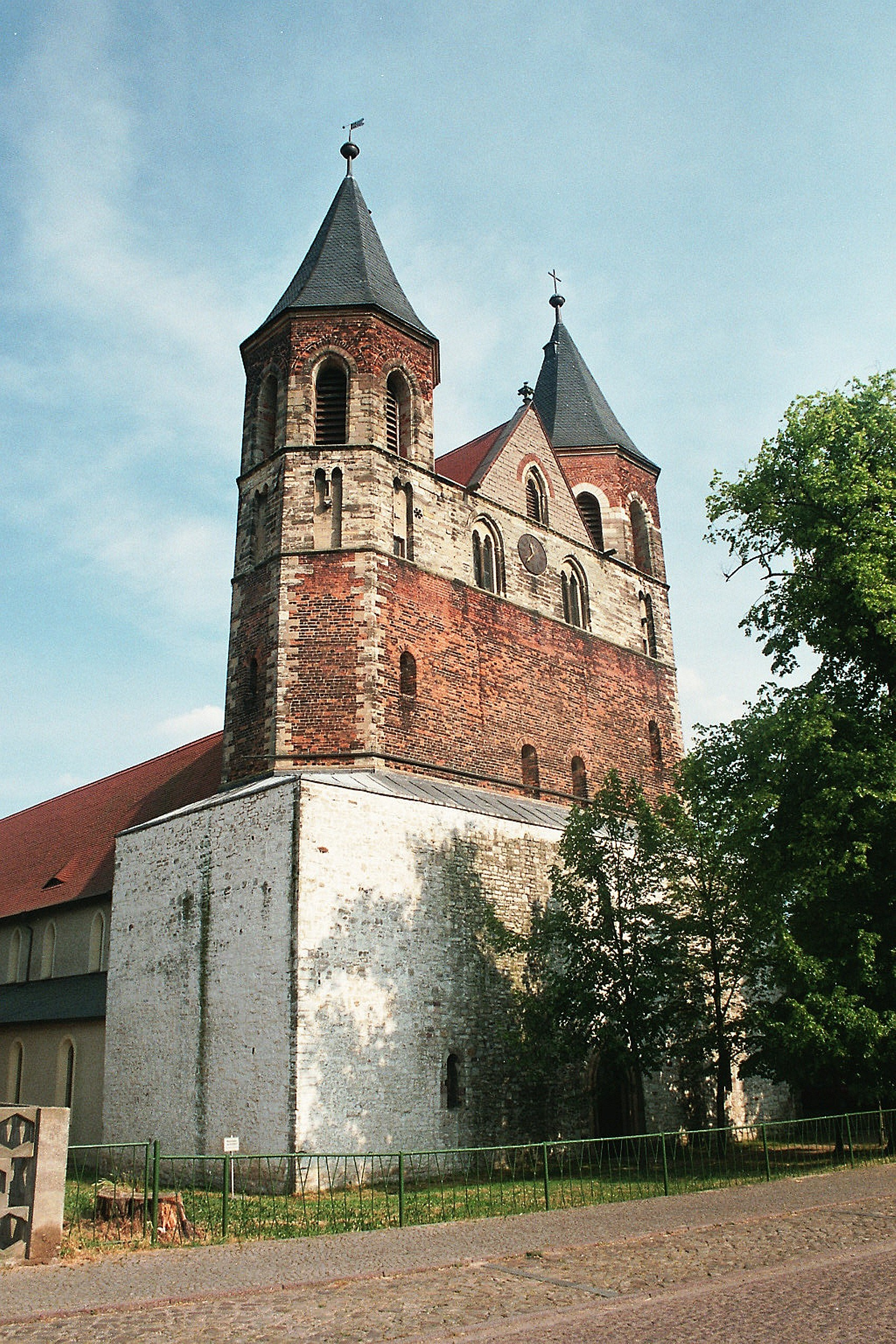
Kirche St. Marien

- Historisches Rathaus, ab 1490, spätgotisch begonnen, insgesamt Renaissance, 1606 erweitert.[13]
- Mittelalterliche Stadtkirchen:
  - St. Nikolai, romanisch-gotische Pfeilerbasilika
  - St. Marien, 1188 im romanischen Stil erbaut, nach 1485 gotisiert, 1992 säkularisiert
- „Steinerne Kemenate“: Freihaus aus dem 13. Jahrhundert mit einem Kreuztonnengewölbe.
- Stadtbefestigung aus dem Mittelalter mit drei erhaltenen Tortürmen. Der 15 m hohe Burgtorturm hat eine Grundfläche von 16 m², während der 17 m hohe Dessauer Torturm eine Grundfläche von 64 m² und der 21 m hohe Köthener Torturm eine Grundfläche von 25 m² aufweist. Von der ursprünglich 2 900 m langen um 1300 aus Bruchsteinen und Ziegeln errichteten Stadtmauer sind ca. 2400 m erhalten.[14]
- Häuser der Schiffseigner und Bootsleute vom Ende des 19. und dem Beginn des 20. Jahrhunderts sind an vielen Stellen der Altstadt erhalten, vor allem in der Fischerstraße. Sie wurden auf auffallend kleinen Grundstücken erbaut, wobei häufig die Schiffseigner mehrstöckige Häuser mit verzierter Fassade und die Bootsleute einstöckige Häuser ohne besondere Verzierungen besaßen.[15]

- Fahrgastschifffahrt auf der Elbe
- Biosphärenreservat Mittelelbe

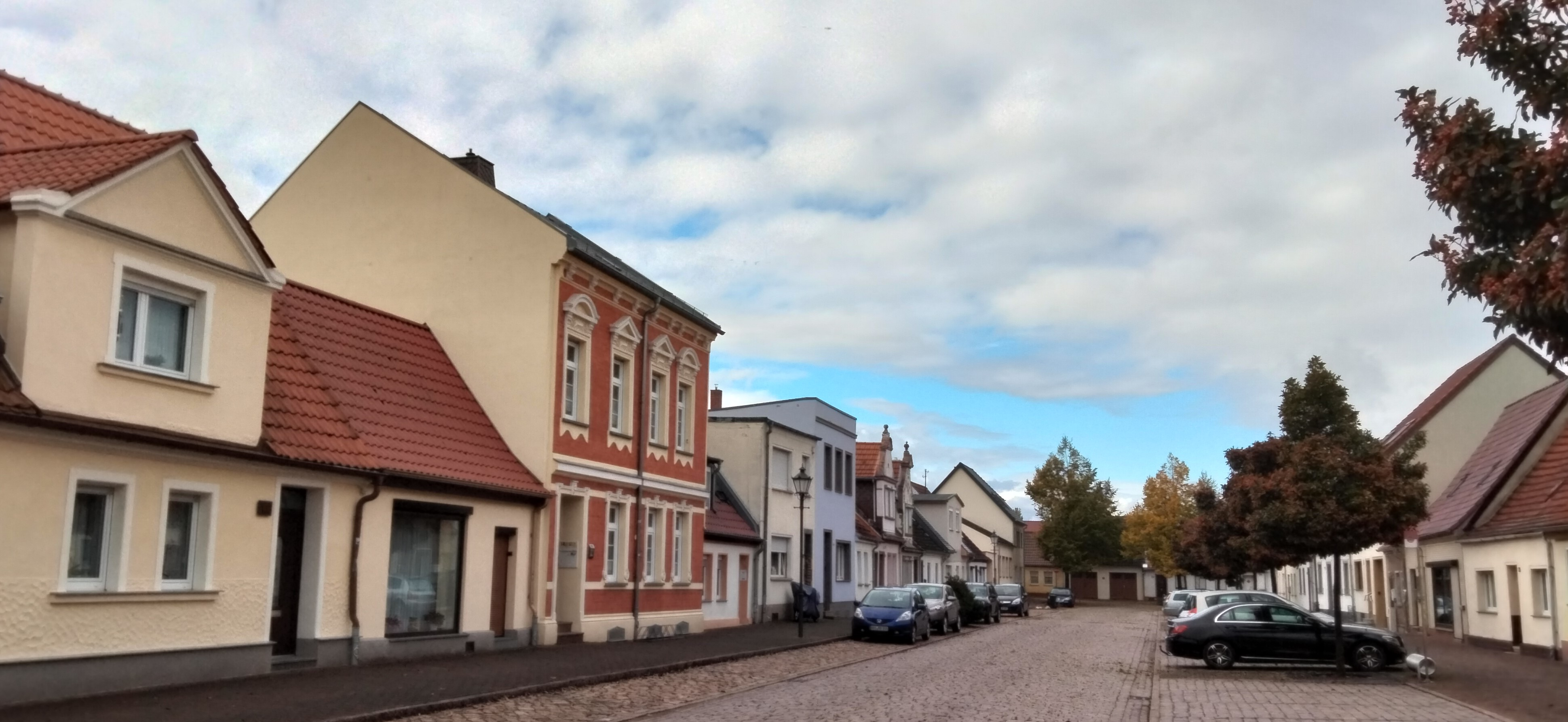
Schifferhäuser in der Fischerstraße

- Wasserturm Aken: Mit dem Bau des Wasserturms wurde 1927 begonnen, nachdem in den Vorjahren einige frühere Baupläne scheiterten. Zwischen 1994 und 2004 wurde der Turm umfangreich saniert und dient seitdem vor allem als Wasserspeicher für die Wassernotversorgung der Stadt Aken, seiner Ortsteile und der Gemeinde Reppichau sowie als Druckausgleichsbehälter. Der 58 m hohe Wasserturm bietet bei klarer Sicht einen Blick bis zum Brocken und kann nach Voranmeldung besichtigt werden.[16][17]

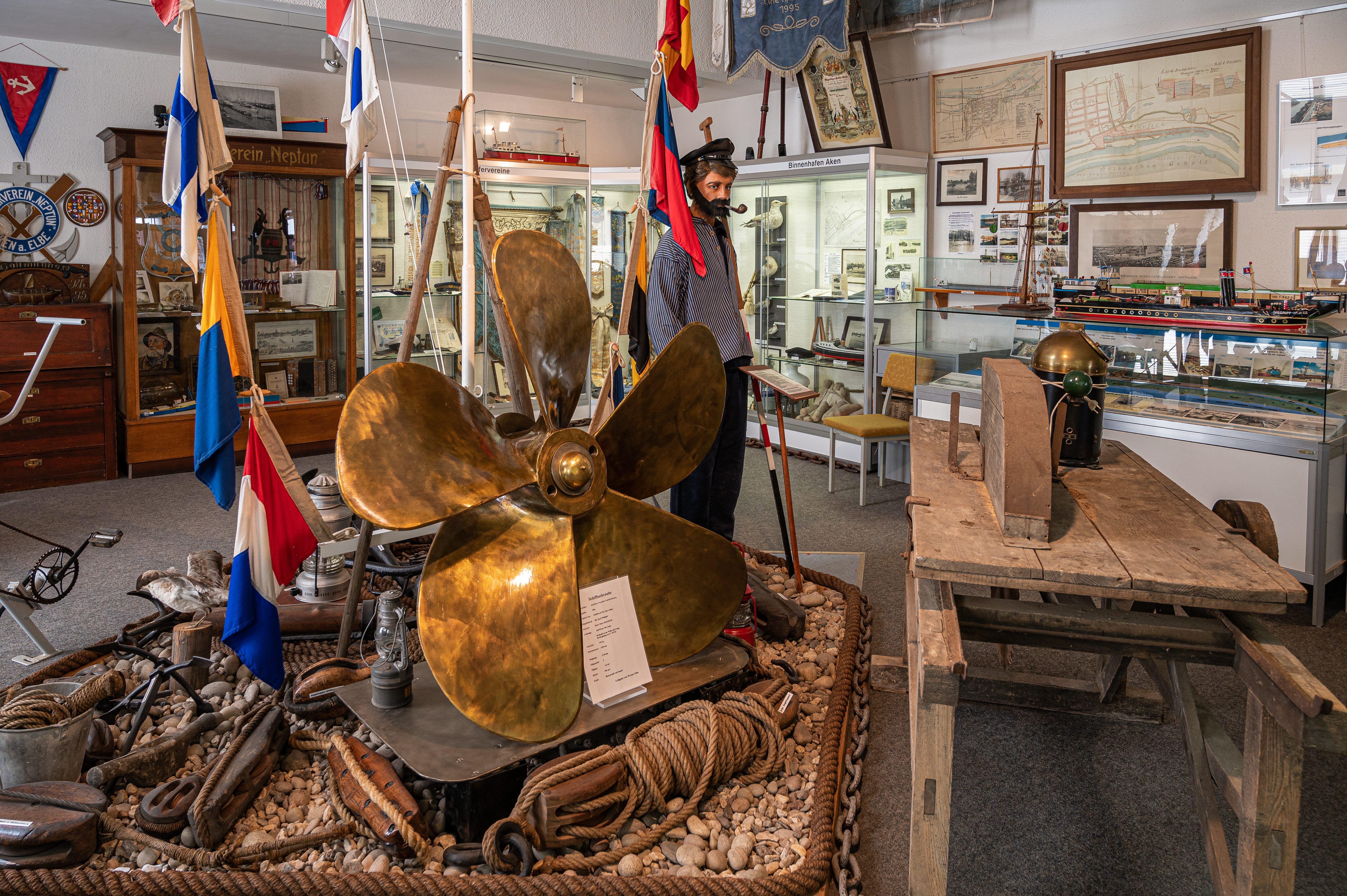
Heimatmuseum Aken

- Heimatmuseum: Das Schifffahrts- und Heimatmuseum Aken wurde 1926 gegründet. Anfangs gliederte sich die Ausstellung in die vier Bereiche Vorgeschichte und Geologie, Schifffahrt, Volkskunde und Naturkunde. Während des Zweiten Weltkriegs und in den Nachkriegsjahren wurden die Museumsbestände mehrfach umgesiedelt. Seit 1960 befindet sich das Schifffahrts- und Heimatmuseum im Berliner Hof in der Köthener Straße 15. Zwischen 1997 und 2004 wurde das Museum umfassend saniert, erweitert und modernisiert. Die Hauptabteilung Schifffahrt nimmt heute den größeren Teil des Museums ein. Die zweite Abteilung des Museums widmet sich weiterhin der Stadtgeschichte von der Früh- und Vorzeit über das Mittelalter und den Beginn der Neuzeit bis in die Zeit der „Wende“. Ergänzt wird das Angebot durch wechselnde Sonderausstellungen.[18]

Geschichtsdenkmale
- Gedenkstein aus dem Jahre 1948 am Ernst-Thälmann-Platz – heute Bismarckplatz – für die örtlichen Opfer des Faschismus, mit acht namentlich genannten NS-Gegnern sowie neun namentlich genannten jüdischen Opfern der Shoa

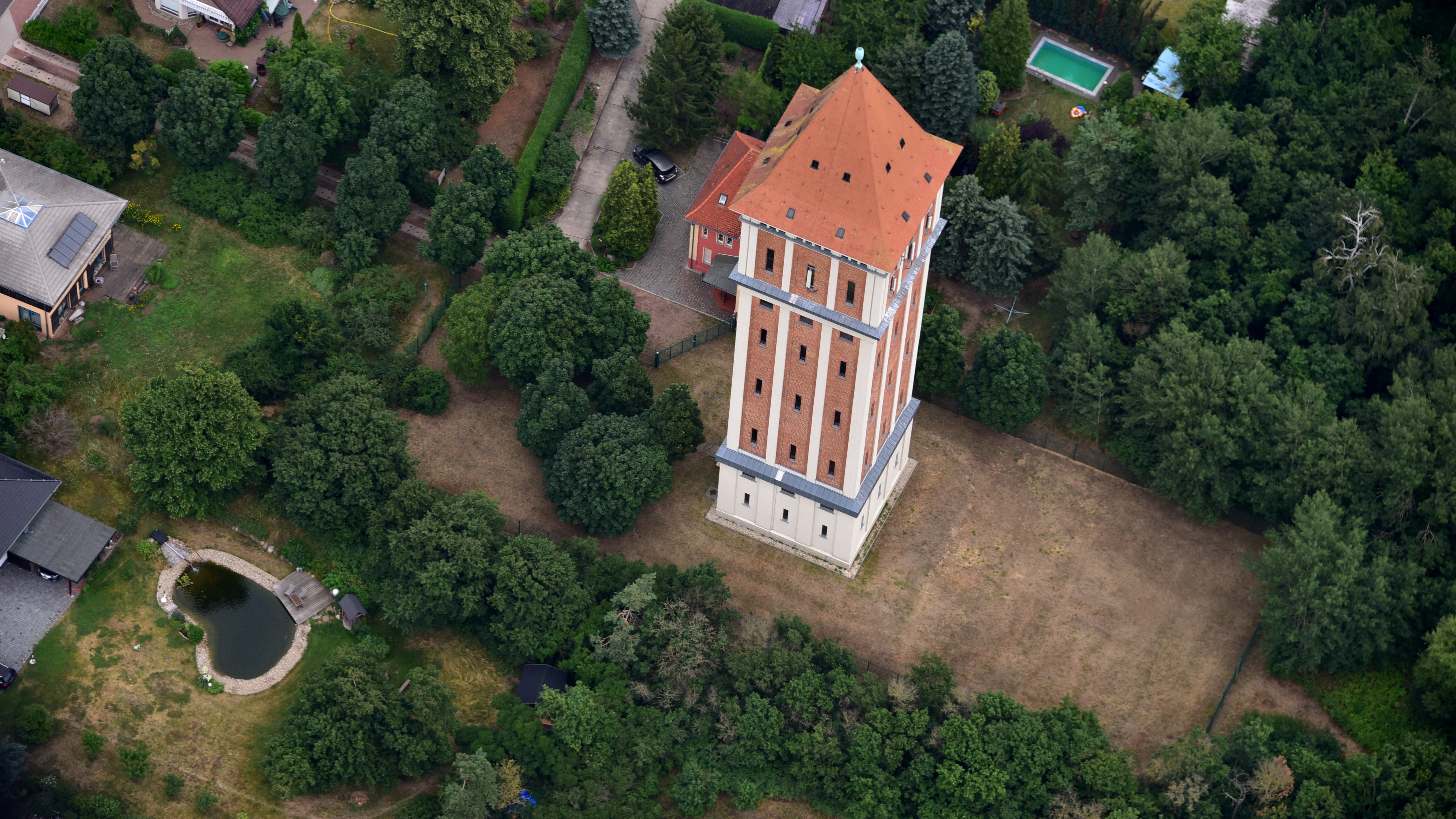
Wasserturm Aken, Luftaufnahme (2019)

- Baumdenkmal für die Deutsche Einheit auf der Wiese am Schulgarten in der Kaiserstraße[4][5]

Fauna
- Bedingt durch die von Weißstörchen gewählte Westroute über Spanien (vgl. Ostroute über die Türkei) nach Afrika, fliegt diese Vogelart die Stadt besonders früh an.[19] Ein weiterer Grund ist die Lage im UNESCO-Biosphärenreservat »Mittlere Elbe«, welche zu einem reichhaltigen Nahrungsangebot beiträgt.[20]

## Wirtschaft und Infrastruktur

### Ortsansässige Unternehmen
- Hafenbetrieb Aken GmbH
- Concept Automotiv Glass GmbH, Werk Aken (vormals Flachglaswerk Aken)
- RHI Refractories Didier-Werke AG, bis März 2018 (vormals Magnesitwerk Aken)
- Woodward Governor Germany GmbH (vormals Einspritzgerätewerk Aken)
- Stahlbau GmbH Heenemann & Sohn
- Siebert Brennstoffhandel GmbH
- Lothringer Verlag für Bühne und Musik

### Verkehr

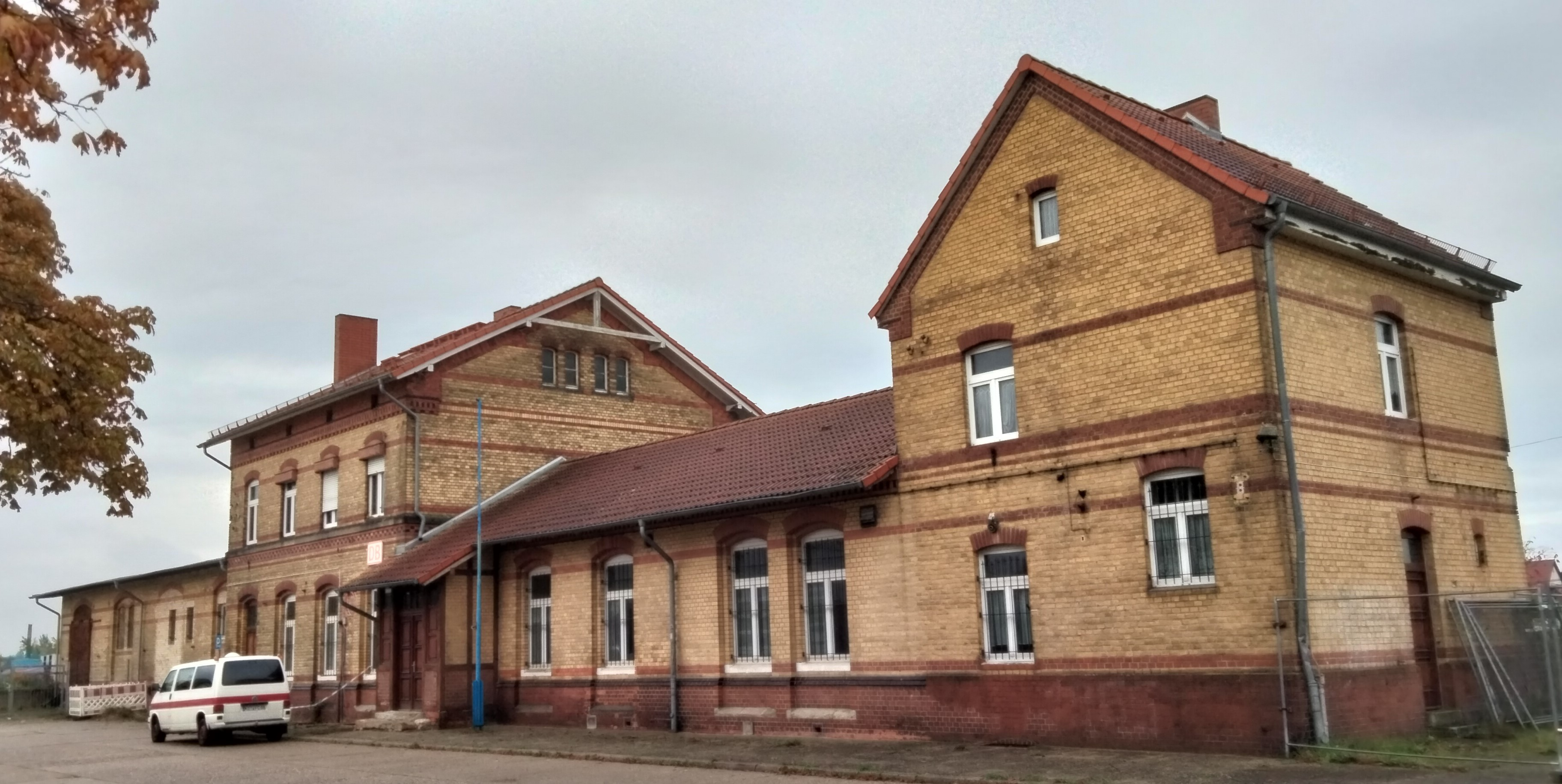
Bahnhof

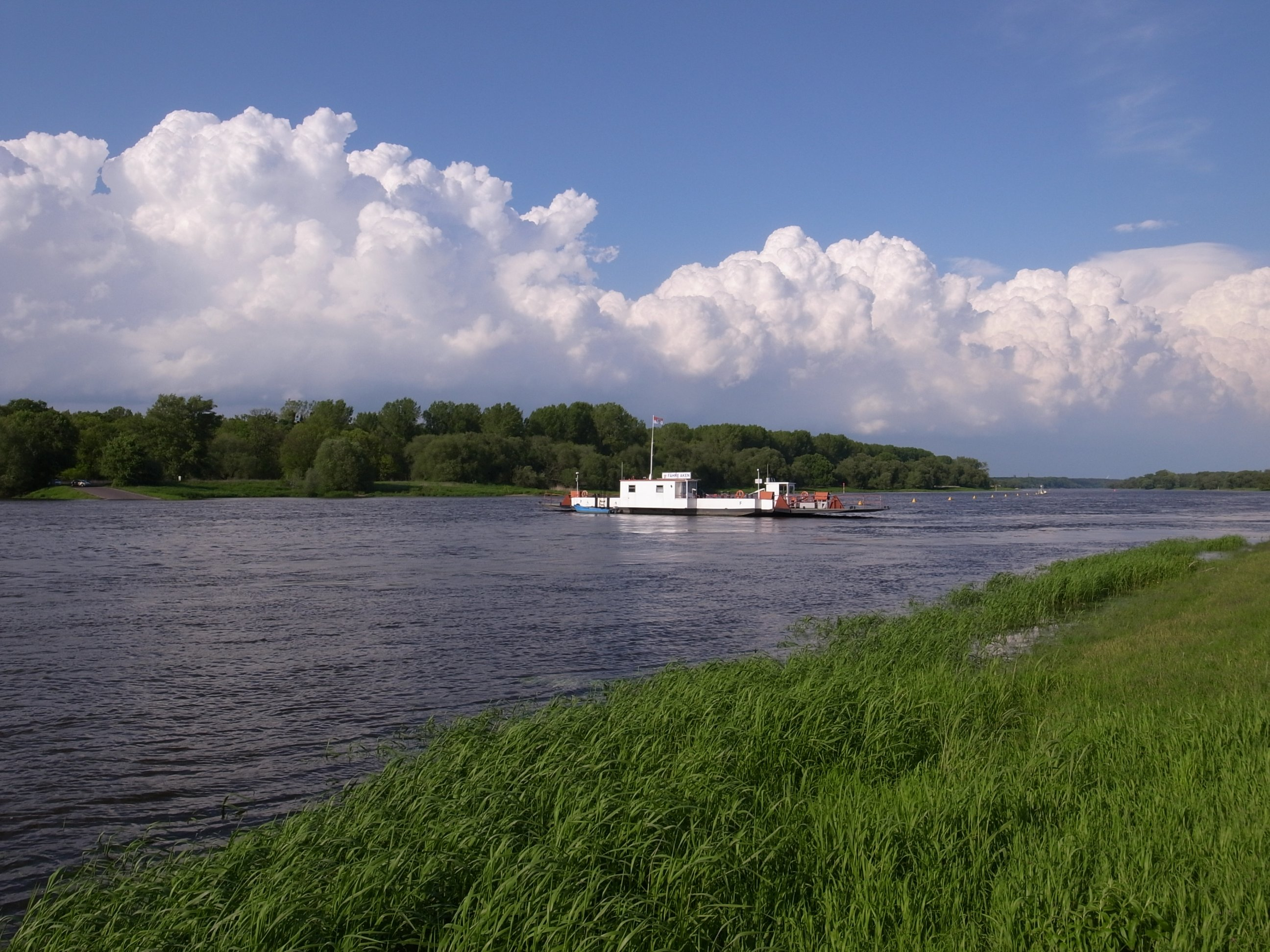
Gierseilfähre

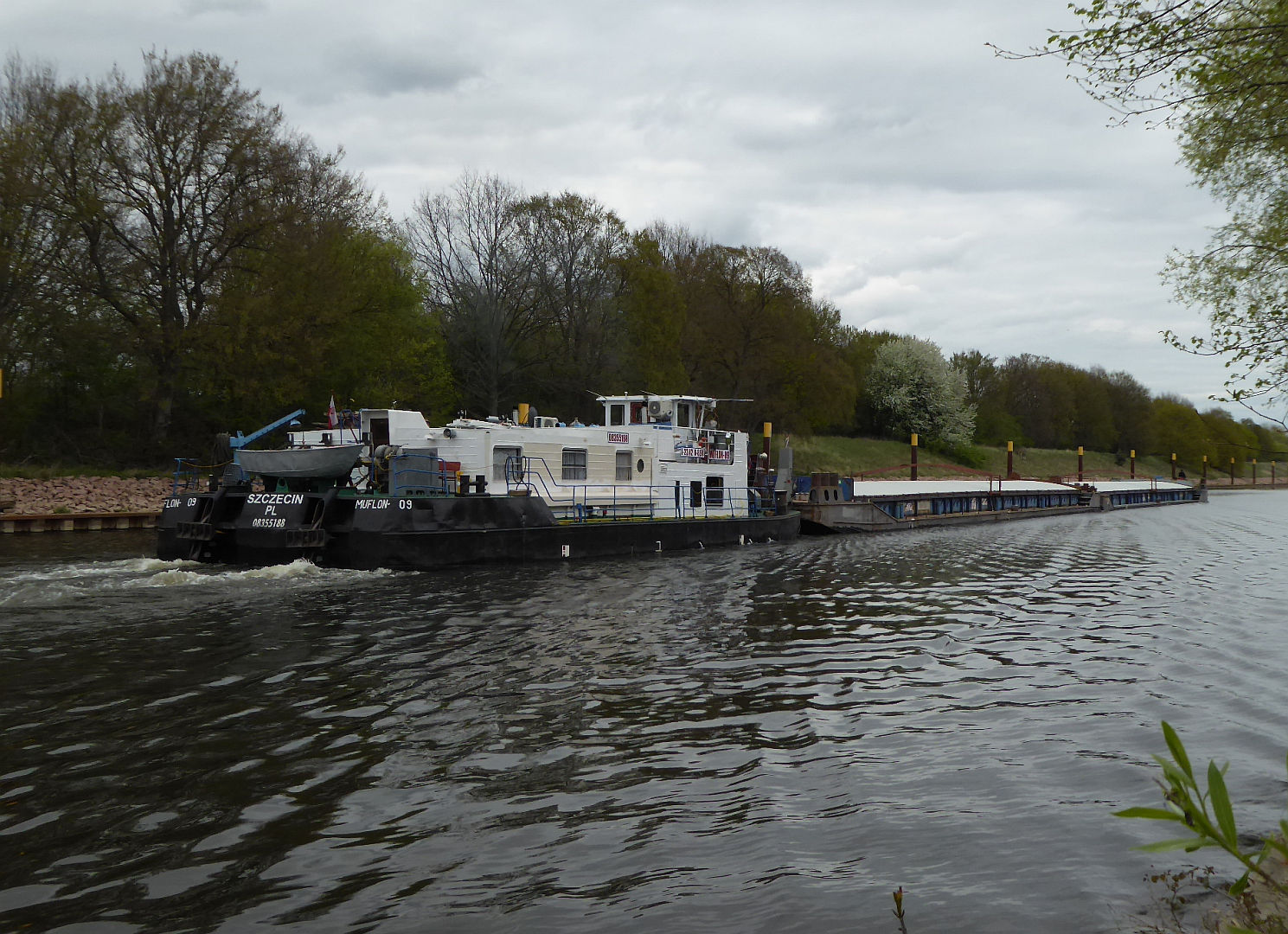
Einfahrt in den Hafen

Der Bahnhof Aken wird nurmehr von Güterzügen bedient, seitdem der Schienenpersonenverkehr zwischen der Kreisstadt Köthen (Anhalt) und Aken als Endbahnhof zum Fahrplanwechsel am 9. Dezember 2007 eingestellt wurde.
Der öffentliche Personennahverkehr wird unter anderem durch den PlusBus des Bahn-Bus-Landesnetz Sachsen-Anhalt erbracht. Folgende Verbindung, betrieben von den Vetter Verkehrsbetriebe, führt ab Aken:
- Linie 471: Aken ↔ Kleinkühnau ↔ Dessau

Aken liegt an der B 187a von Zerbst/Anhalt nach Köthen, der einzigen direkten Straßenverbindung zwischen diesen beiden Städten, die zwischen Aken und Steutz durch eine Gierseilfähre unterbrochen wird. Außerdem bestehen Straßenverbindungen nach Calbe (Saale) und Dessau-Roßlau durch die L 63. Vom südöstlichen Stadtrand gelangt man zu den Ortsteilen Susigke und Kleinzerbst und weiter nach Elsnigk zur B 185.
Aken verfügt seit 1891 (Baubeginn: 1889) über einen Binnenhafen. Dieser war für die Stadt Aken von großer wirtschaftlicher Bedeutung. Durch den Ausbau des Eisenbahnschienennetzes in den folgenden Jahren nahm der Verkehr auf der Elbe weiter zu und damit auch die Menge der Umschlaggüter im Hafen. Während des Zweiten Weltkriegs kam der Hafenbetrieb jedoch fast vollständig zum Erliegen und wurde erst in den nachfolgenden Jahrzehnten wiederbelebt. Nach der politischen Wende 1989 war der Betrieb zunächst von der Treuhandanstalt verwaltet, bis 1993 die Stadt Aken das Unternehmen übernahm. Sie gründete die Hafenbetrieb Aken GmbH, die den Hafen seitdem verwaltet. Von 1992 bis 2006 erfolgte eine grundlegende Sanierung und Erweiterung des Hafenterminals und es wurden etwa 15,5 Millionen Euro investiert. Im Hafen befinden sich heute ein Containerterminal, ein Massengutterminal sowie ein Schwergutterminal mit der höchsten stationären Tragkraft an der Elbe zwischen Hamburg und Dresden (270 t). Alle Terminals sind trimodal angeschlossen. Der Hafen gilt neben seiner Funktion bis heute als eines der Wahrzeichen der Stadt Aken.

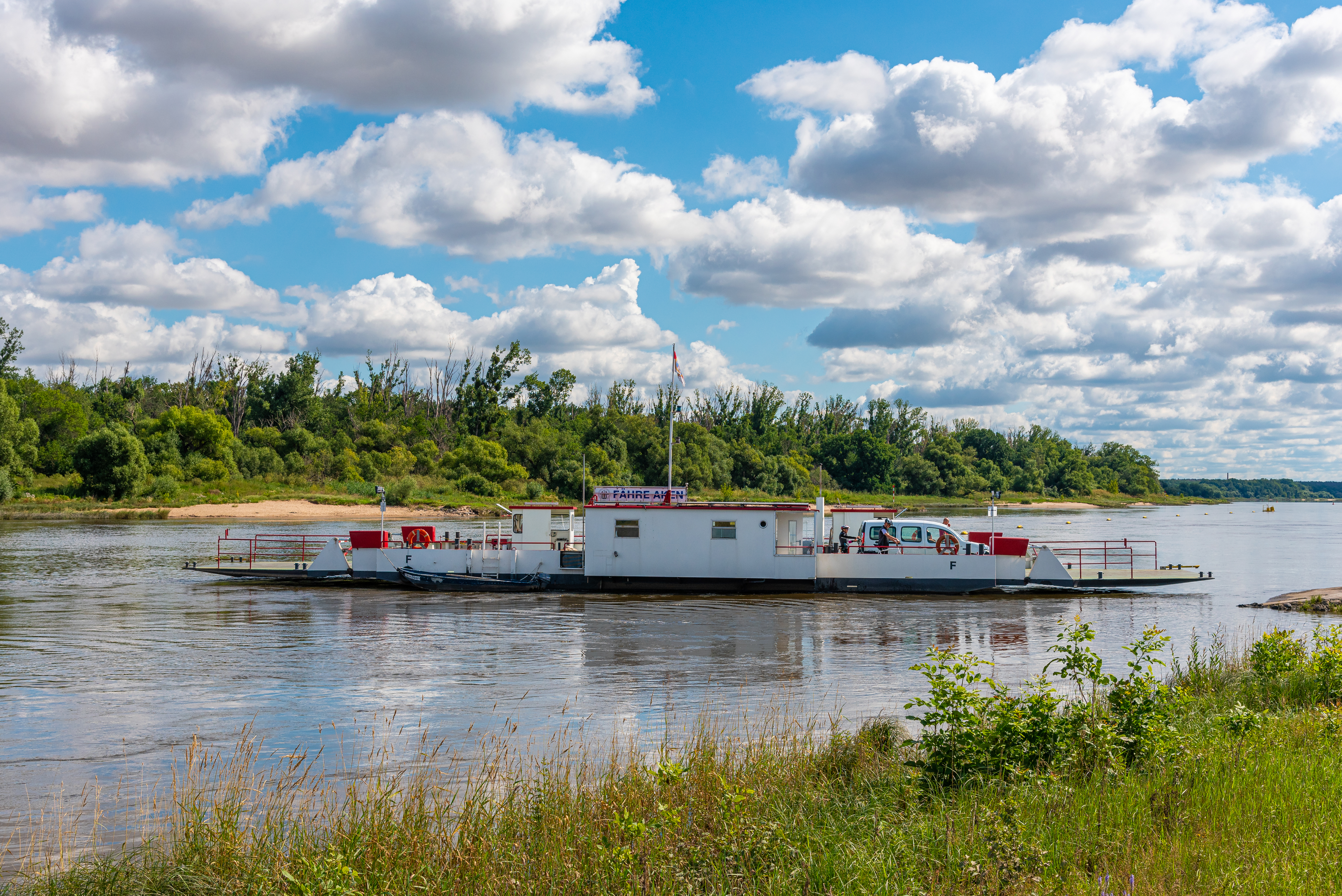
Elbfähre Aken

1355 wurde in Aken erstmals eine Fähre urkundlich erwähnt. Von Anfang an diente sie nicht nur dem Personentransport über die Elbe, sondern wurde vorwiegend für den Lastentransport genutzt. 1878 wurde beim Neubau der Fähre die bis dahin genutzte Schrickfähre in eine Gierfähre umgewandelt. Diese Antriebstechnik gilt als besonders umweltfreundlich, da dafür die natürliche Strömung der Elbe genutzt wird. Die derzeit genutzte Fähre ist seit 1997 in Betrieb und besitzt eine Tragfähigkeit von 42 Tonnen. Sie dient als 'schwimmende Brücke' über die Elbe, sichert die Verbindung zwischen Aken und Steutz und bringt bis zu 12 PKW in 5 Minuten über die Elbe. Die Fähre ist nicht nur von Bedeutung für den gewerblichen Transportverkehr, sondern spielt auch touristisch eine wichtige Rolle, denn der Elberadweg führt von Aken mithilfe der Fähre in das Biosphärenreservat Steckby-Löddritzer Forst.

## Persönlichkeiten

### Ehrenbürger
- 1839: Leopold Olberg (1770–1854), Königl. Regierungs- und Forstrat; anlässlich des 50. Dienstjubiläums im Dezember 1839
- 1848: Franz Gustav Geiss, Apothekenbesitzer, in Anerkennung seines Wirkens bei der Erwerbung der „königl. Domaine“ (heutige Sekundarschule)
- 1863: Friedrich Wilhelm Steinbrecht (1796–1881), Leutnant im Freikorps Lützows, Lehrer und Küster; anlässlich des 50. Dienstjubiläums im November 1863
- 1873: Daniel Heinrich Gottfried Cuhrt, Lehrer und Kantor; anlässlich des 50. Dienstjubiläums im November 1873
- 1915: Georg Placke, Holzhändler, Schiffbauereibesitzer, Deichhauptmann, Major a. D.; im März 1915
- 2001: Otto Benecke (1926–2010), Lehrer und Leiter des Heimatmuseums[24]
- 2009: Friedrich Dickmann, ev. Pfarrer i. R. und Stadtrat a. D.
- 2015: Hansjochen Müller, Ingenieur für Kraftmaschinenbau (1971–1990), Bürgermeister a. D. (1990–2015)

### Söhne und Töchter der Stadt
- Christoph Ehrenreich von der Trenck (1677–1740), preußischer Generalmajor
- Johann Christian Koch (1680–1742), Hofmedailleur
- Christian Gottlieb Scheidler (1747–1829), Lautenist und Gitarrist
- August Ludwig Hülsen (1765–1809), Philosoph der Frühromantik
- Theodor von Sickel (1826–1908), Historiker
- Adolf Brecher (1836–1901), Pädagoge und Historiker
- Emilie Winkelmann (1875–1951), Architektin
- Willi Klemm (1892–1934), SA-Führer, Opfer des sogenannten Röhm-Putsches
- Otto Karl Emil Witte (1893–1966), Bischof in Hamburg
- Karl Raapitz (1894–1944), Politiker (NSDAP), Bürgermeister in Bad Bentheim
- Hans Stamms (1902–1947), Boxer, 1922 deutscher Meister im Fliegengewicht
- Karl Bischoff (1905–1983), Germanist und Hochschullehrer
- Ernst Krüger (1907–nach 1967), Politiker (SED)
- Herbert Goering (1925–2025), Mathematiker
- Dirk Thiele (* 1943), Sportreporter
- Carl Ludwig Fuchs (1945–2019), Kunsthistoriker
- Bernd Dießner (* 1946), Leichtathlet

### Weitere Persönlichkeiten, die mit der Stadt in Verbindung stehen
- Bernhard von Beauvryé (1690–1750), Erbauer des Palais Beauvryé in Berlin, preußischer General, 1747 Amtshauptmann von Aken
- Franz Thuro von Großkreutz (1712–1769), preußischer Oberst und Ritter des schwedischen Schwertordens, starb in Aken
- Werner Nolopp (1835–1903), Chorleiter und Komponist, Kantor in Aken